# Kamienica Zygmunta Regelmana
Kamienica Zygmunta Regelmana – kamienica znajdująca się w Al. Jerozolimskich 27 w warszawskiej dzielnicy Śródmieście.

## Opis

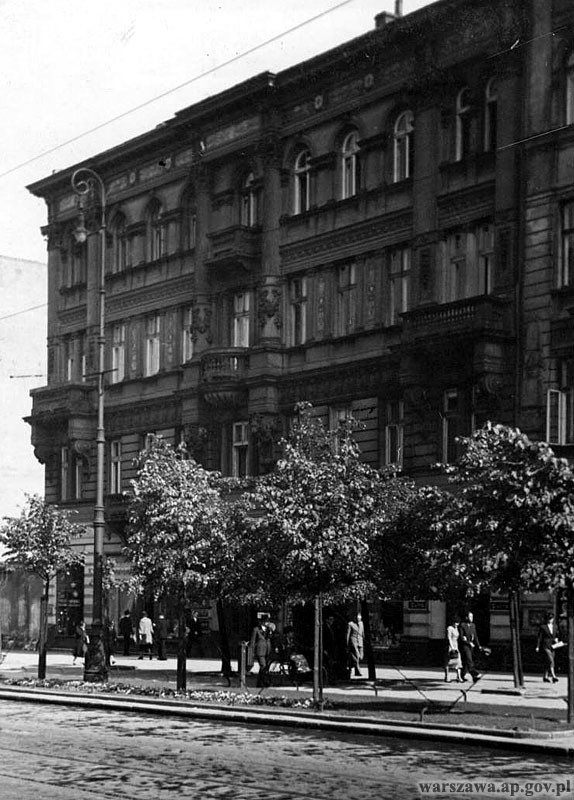
Kamienica około 1938 roku

Kamienica została wzniesiona w roku 1893 dla Zygmunta Regelmana według projektu Stefana Szyllera. Pierwotnie był to trzypiętrowy budynek w układzie jednopodwórzowym zamkniętym. Jego parter został przeznaczony na lokale usługowe, a na wyższych kondygnacjach zaplanowano mieszkania. Kamienica została zaprojektowana w stylu eklektycznym na planie czworoboku z trzema oficynami. Jedenastoosiowa fasada charakteryzowała się trzema pseudoryzalitami ujętymi przez kolumny w wielkim porządku. Pierwsze dwie kondygnacje były boniowane, a balkony osadzono na wydatnym półkolistych konsolach. Kamienica posiadała gzyms międzykondygnacyjny oraz belkowanie na szczycie z szerokim zdobionym fryzem.
W czasie II wojny światowej znacznie ucierpiała fasada, jednak sama kamienica przetrwała. Na początku lat 60. zostały skute pozostałości zdobień elewacji frontowej oraz usunięte resztki balkonów. Do 1971 wysiedlono mieszkańców i rozebrano oficyny budynku. Bryła kamienicy przetrwała w tej formie do drugiej połowy lat 80. kiedy to została nadbudowana o 2 dodatkowe piętra, aby zrównać ją z resztą zabudowy południowej pierzei Alej Jerozolimskich.
W 2012 roku budynek został wpisany do gminnej ewidencji zabytków.